# Episodi di Doraemon (serie animata 1979) (quindicesima stagione)
Questa è la lista degli episodi della quindicesima stagione dell'anime 1979 di Doraemon.

## Episodi
| Nº Ja | Nº It | Titolo italiano Giapponese 「Kanji」 - Rōmaji                                            | In onda           | In onda           |
| Nº Ja | Nº It | Titolo italiano Giapponese 「Kanji」 - Rōmaji                                            | Giapponese        | Italiano          |
| 1177  | 440   | Gita sugli sci 「スキーははこ庭で」 - Sukī ha hako niwa de                               | 15 gennaio 1993   | 2 settembre 2005  |
| 1178  | 441   | L'esaudilume 「アラビンのランプ」 - Arabin no ranpu                                      | 22 gennaio 1993   | 5 settembre 2005  |
| 1179  | 442   | Troppe premure 「オトコンナ」 - Otokonna                                                 | 29 gennaio 1993   | 6 settembre 2005  |
| 1180  | 443   | l'inverti ruolo 「アンテナにおまかせ」 - Antena ni omakase                               | 29 gennaio 1993   | 7 settembre 2005  |
| 1181  | 445   | La sfortunapietra 「アンラッキー・ダイヤ」 - Anrakkī・daiya                              | 5 febbraio 1993   | 9 settembre 2005  |
| 1182  | 444   | Il consigliometro 「みちび機」 - Mi chibi ki                                             | 5 febbraio 1993   | 8 settembre 2005  |
| 1183  | 447   | Calma e autocontrollo! 「仙人の虫」 - Sennin no mushi                                    | 12 febbraio 1993  | 13 settembre 2005 |
| 1184  | 446   | I graffiti 「らくがきでしかえし」 - Raku ga ki deshi kaeshi                              | 12 febbraio 1993  | 12 settembre 2005 |
| 1185  | 449   | Spray e pensieri 「逆転スプレー」 - Gyakuten supurē                                      | 19 febbraio 1993  | 15 settembre 2005 |
| 1186  | 448   | Agli ordini di Nobita 「アリガターヤ」 - Arigatāya                                       | 19 febbraio 1993  | 14 settembre 2005 |
| 1187  | 451   | La festa del riciclaggio 「反応テスト・ロボット」 - Hannou tesuto・robotto               | 26 febbraio 1993  | 19 settembre 2005 |
| 1188  | 450   | Il pic-nic 「明日せんたく機」 - Ashita se n taku ki                                      | 26 febbraio 1993  | 16 settembre 2005 |
| 1189  | 453   | Punizioni e coccole 「あまえんぼシール」 - Amaen bo shīru                                | 5 marzo 1993      | 21 settembre 2005 |
| 1190  | 452   | Una passeggiata per aria 「エレベータープレート」 - Erebētā purēto                       | 5 marzo 1993      | 20 settembre 2005 |
| 1191  | 455   | Sfoghi di rabbia 「ムシャクシャタイマー」 - Mushakushataimā                              | 12 marzo 1993     | 23 settembre 2005 |
| 1192  | 454   | Oggetti smarriti 「なんでも呼び出しマイク」 - Nan demo yobidashi maiku                   | 12 marzo 1993     | 22 settembre 2005 |
| 1193  | 457   | Una questione di forza di volontà 「効果もり上げチール」 - Kouka mori age chīru          | 19 marzo 1993     | 27 settembre 2005 |
| 1194  | 456   | Una foto per il giornale della scuola 「シャッターチャンスカメラ」 - Shattāchansukamera  | 19 marzo 1993     | 26 settembre 2005 |
| 1195  | 459   | Nobita vuole riscrivere la sua storia 「人生やりなおし計画」 - Jinsei yarinaoshi keikaku | 26 marzo 1993     | 29 settembre 2005 |
| 1196  | 458   | La pila mutante 「なりきりライト」 - Nari kiri raito                                     | 26 marzo 1993     | 28 settembre 2005 |
| 1197  | 460   | Questione di sensibilità 「かんどうき」 - Kandou ki                                      | 9 aprile 1993     | 30 settembre 2005 |
| 1198  | 480   | Una lezione sui sentimenti 「本音ロボット」 - Honne robotto                              | 9 aprile 1993     | 28 ottobre 2005   |
| 1199  | 461   | L'impresa di Nobita 「うんどうまんぞく」 - Un dou manzoku                                | 16 aprile 1993    | 3 ottobre 2005    |
| 1200  | 482   | Il Taffitto 「レンタルシーバー」 - Rentarushībā                                          | 16 aprile 1993    | 1º novembre 2005  |
| 1201  | 462   | Scottanti verità 「本音シグナル」 - Honne shigunaru                                      | 23 aprile 1993    | 4 ottobre 2005    |
| 1202  | 484   | Notti insonni 「ねんころりん」 - Nen korori n                                            | 23 aprile 1993    | 3 novembre 2005   |
| 1203  | 463   | Il decidi mamma 「家族とりかえ機」 - Kazoku torikae ki                                   | 30 aprile 1993    | 5 ottobre 2005    |
| 1204  | 486   | Cuori di ghiaccio 「あいすボックス」 - Aisu bokkusu                                      | 30 aprile 1993    | 7 novembre 2005   |
| 1205  | 464   | Nobita studente modello 「グッドタイムマシン」 - Guddotaimumashin                        | 7 maggio 1993     | 6 ottobre 2005    |
| 1206  | 488   | Un ricordo d'infanzia 「小さな恋にメロメロ」 - Chiisana koi ni meromero                  | 7 maggio 1993     | 9 novembre 2005   |
| 1207  | 465   | Fuga da casa 「ブーメラン折り紙」 - Būmeran origami                                      | 14 maggio 1993    | 7 ottobre 2005    |
| 1208  | 490   | Un videogioco speciale 「ファンタ爺ヤ」 - Fanta jī ya                                    | 14 maggio 1993    | 11 novembre 2005  |
| 1209  | 466   | La volpe e la tigre 「タイガーキャップ」 - Taigā kyappu                                  | 21 maggio 1993    | 10 ottobre 2005   |
| 1210  | 492   | La pistola avvera sogni 「ツモリガン」 - Tsumorigan                                      | 21 maggio 1993    | 15 novembre 2005  |
| 1211  | 467   | Voglia di fama 「めだちライト」 - Medachi raito                                          | 28 maggio 1993    | 11 ottobre 2005   |
| 1212  | 494   | Scelte difficili 「リトマス人生試験紙」 - Ritomasu jinsei shiken shi                     | 28 maggio 1993    | 17 novembre 2005  |
| 1213  | 468   | Il tieni tutto 「四次元ポーチ」 - Yon jigen pōchi                                        | 4 giugno 1993     | 12 ottobre 2005   |
| 1214  | 496   | Il potere di un cartello 「名物フラッグ」 - Meibutsu furaggu                             | 4 giugno 1993     | 21 novembre 2005  |
| 1215  | 469   | Voglio fare l'investigatore 「連想式推理虫メガネ」 - Rensou shiki suiri chuu megane      | 11 giugno 1993    | 13 ottobre 2005   |
| 1216  | 498   | Una curiosa canna da pesca 「かるがる釣りざお」 - Karugaru tsuri zao                     | 11 giugno 1993    | 23 novembre 2005  |
| 1217  | 470   | La suola trasporto 「考える足」 - Kangaeru ashi                                          | 18 giugno 1993    | 14 ottobre 2005   |
| 1218  | 500   | Giochi e pubblicità 「テレビとりもち」 - Terebi torimochi                                | 18 giugno 1993    | 25 novembre 2005  |
| 1219  | 829   | Strane sparizioni 「かたづけラッカー」 - Kataduke rakkā                                  | 25 giugno 1993    | 19 ottobre 2007   |
| 1220  | 830   | Chi la fa l'aspetti 「ビデオ式なんでもリモコン」 - Bideo shiki nan demo rimokon          | 2 luglio 1993     | 22 ottobre 2007   |
| 1221  | 831   | A testa in giù nel parco 「逆立ちシール」 - Sakadachi shīru                              | 9 luglio 1993     | 23 ottobre 2007   |
| 1222  | 832   | Impronte speciali 「人気スターがまっ黒け」 - Ninki sutā ga makkuro ke                    | 16 luglio 1993    | 24 ottobre 2007   |
| 1223  | 471   | Nobita e il bonsai 「ボンサインセット」 - Bonsainsetto                                   | 23 luglio 1993    | 17 ottobre 2005   |
| 1224  | 472   | Nobita va in bicicletta 「見えない補助輪」 - Mie nai hojo wa                             | 30 luglio 1993    | 18 ottobre 2005   |
| 1225  | 473   | La verifica di matematica 「いちやづけ」 - Ichi ya duke                                  | 6 agosto 1993     | 19 ottobre 2005   |
| 1226  | 474   | Il tour nello spazio 「銀河観光バス」 - Ginga kankou basu                                | 27 agosto 1993    | 20 ottobre 2005   |
| 1227  | 475   | Il borotalco sportivo 「スポーツパウダー」 - Supōtsu paudā                               | 3 settembre 1993  | 21 ottobre 2005   |
| 1228  | 476   | L'equilibrante 「バランストレーナー」 - Baransu torēnā                                   | 10 settembre 1993 | 24 ottobre 2005   |
| 1229  | 477   | La principessa luce 「タイムマシンでおひめさま」 - Taimu mashin de o hime sama           | 17 settembre 1993 | 25 ottobre 2005   |
| 1230  | 478   | Un alieno per amico 「宇宙人がやってきた」 - Uchuu jin ga yatteki ta                     | 24 settembre 1993 | 26 ottobre 2005   |
| 1231  | 703   | Il rilevatore sotterraneo 「アンコール100ワット」 - Ankōru 100 watto                     | 1º ottobre 1993   | 3 luglio 2007     |
| 1232  | 502   | Il tappeto tranqullizzante 「わびさびゴザ」 - Wabi sabi goza                             | 15 ottobre 1993   | 29 novembre 2005  |
| 1233  | 504   | Galoppa, cavallo! 「イス馬でハイドー」 - Isu ba de haidō                                 | 22 ottobre 1993   | 1º dicembre 2005  |
| 1234  | 506   | Avventura sul laghetto 「ミニチュアヨット」 - Minichua yotto                             | 29 ottobre 1993   | 5 dicembre 2005   |
| 1235  | 508   | Nobita, ninja per un giorno 「ドロロン忍者セット」 - Doro ron ninja setto                | 5 novembre 1993   | 7 dicembre 2005   |
| 1236  | 510   | Trasformazioni 「柔軟仕上げフープ」 - Juunan shiage fūpu                                 | 12 novembre 1993  | 12 dicembre 2005  |
| 1237  | 512   | Una robottina per amica 「お友だちロボット」 - O tomodachi robotto                       | 19 novembre 1993  | 14 dicembre 2005  |
| 1238  | 514   | La squadra di Nobita 「ジャイアンズをぶっとばせ」 - Jaianzu o buttobase                  | 26 novembre 1993  | 16 dicembre 2005  |
| 1239  | 516   | Una lettera scottante 「返事先取りポスト」 - Henji sakidori posuto                       | 3 dicembre 1993   | 20 dicembre 2005  |
| 1240  | -     | 「むせきにん飛行物体」 - Museki nin hikō buttai – "Uno strano oggetto volante"           | 10 dicembre 1993  | inedito           |
| 1241  | 518   | Il traduci bebè 「赤ちゃんほんやく機」 - Akachan hon yaku ki                             | 17 dicembre 1993  | 5 settembre 2006  |
| 1242  | 520   | Vigilia di Natale 「マッチ売りのドラえもん」 - Macchi uri no Doraemon                    | 24 dicembre 1993  | 6 settembre 2006  |

## Speciali
| Nº  | Giapponese 「Kanji」 - Rōmaji - Traduzione letterale                                                       | In onda        | In onda  |
| Nº  | Giapponese 「Kanji」 - Rōmaji - Traduzione letterale                                                       | Giapponese     | Italiano |
| S64 | 「地底の国探検」 - Chitei no kuni tanken – "Alla scoperta nel mondo sotterraneo!"                          | 8 gennaio 1993 | inedito  |
| S65 | 「羽アリのゆくえ」 - Haari no yukue – "Le formiche piumate"                                                | 2 aprile 1993  | inedito  |
| S66 | 「タイムマシンで飼い主を！」 - Taimu mashin de kainushi o! – "il proprietario con una macchina del tempo!" | 13 agosto 1993 | inedito  |
| S67 | 「未来の町が危ない!!」 - Mirai no machi ga abunai!! – "La città del futuro, è in pericolo!!!"              | 8 ottobre 1993 | inedito  |